# Centaurea kalambakensis
Centaurea kalambakensis — вид квіткових рослин айстрових (Asteraceae). Ендемік північно-центральної Греції (біля Калабаки).

## Середовище
Населяє вапнякові породи.